# Detector de fum

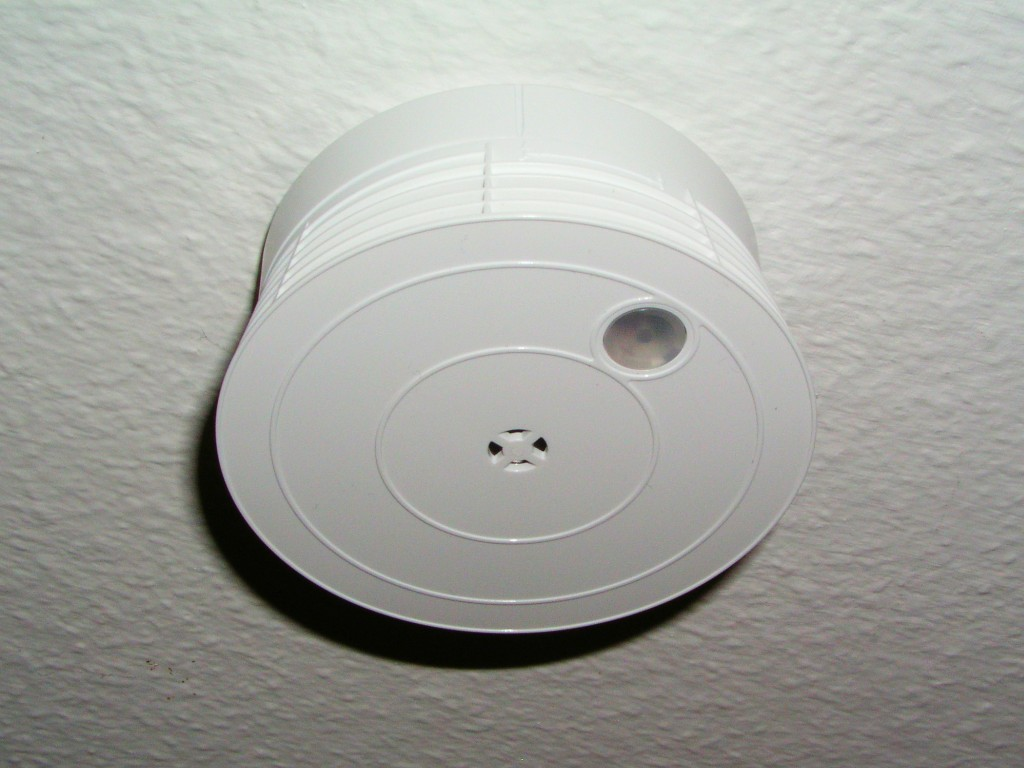
Detector òptic

Un detector de fum és un aparell de seguretat que detecta la presència de fum a l'aire i emet un senyal acústic que avisa del perill d'incendi. Forma part d'un sistema de detecció i alarma d'incendis. Es poden classificar segons el mètode de detecció: òptics o iònics, tot i que alguns fan servir ambdós mecanismes per augmentar la seva eficàcia.

## Història
L'any 1902 George Andrew Darby, un enginyer electrònic de Birmingham, Anglaterra, va patentar l'indicador elèctric de calor i alarma d'incendis. L'aparell indicava qualsevol canvi de temperatura que es produís al lloc on era. Funcionava mitjançant un circuit elèctric que es tancava si la temperatura superava un límit i feia sonar una alarma. Bàsicament, és el principi de funcionament dels termòstats. Mitjançant successives millores del disseny, s'ha arribat als actuals detectors de fum.

## Tipus

### Detector òptic
Se subdivideixen en dos tipus, segons si detecten el fum per enfosquiment o per dispersió de l'aire en un espai: 
- De raig infraroig, formats per un dispositiu emissor i un altre receptor. Quan s'enfosqueix l'espai entre ells a causa del fum només una part de la llum emesa arriba al receptor i això provoca que el senyal elèctric que aquest produeix sigui més dèbil i s'activi l'alarma.
- De tipus puntual, en els que emissor i receptor són a la mateixa càmera però el raig emès no arriba al receptor perquè els seus eixos formen un angle major de 90° i estan separats per una pantalla. Quan entra el fum a la cambra el feix de llum emès es refracta i pot arribar al receptor, la qual cosa provoca que s'activi l'alarma.

### Detector iònic
Aquest tipus de detector és més barat que l'òptic i pot detectar partícules que són massa petites per influir a la llum. Es compon d'una petita quantitat de l'isòtop radioactiu americi 241 que emet radiació alfa. La radiació passa a través d'una cambra oberta a l'aire en la qual es troben dos elèctrodes que permeten un petit i constant corrent elèctric. Si entra fum a aquesta cambra es redueix la ionització de l'aire i el corrent disminueix o fins i tot s'interromp, la qual cosa fa que s'activi l'alarma.

## Manteniment
Molts detectors residencials fan servir piles alcalines. Si aquestes piles es gasten, el detector deixa de funcionar. Per evitar això, alguns estan dissenyats per emetre un senyal de bateria baixa. També n'hi ha que incorporen un botó de prova que permet comprovar el correcte funcionament de l'aparell. Els que no en tenen es poden comprovar amb fum artificial.